# Marianne Skerrett
Marianne Skerrett, född 1793, död 1887, var en brittisk hovfunktionär. Hon var kammarjungfru ('Dresser') åt drottning Viktoria av Storbritannien från 1837 till 1862. 
Hon föddes i London som dotter till Walter Frye Skerrett och Albinia Mathias Skerrett. Hon anställdes som Dresser efter Viktorias tronbestigning år 1837, troligen på rekommendation av Laura Petty FitzMaurice, Marchioness of Lansdowne. 
Hon övervakade alla kammarpigor, hårfrisörer och andra som klädde drottningen och skötte dennas garderob, fungerade som Viktorias privatsekreterare, gjorde beställningar och betalade dem och besvarade tiggarbrev. Hon var en av en grupp kammarjungfrur med titeln Dresser, och tjänstgjorde tillsammans med bland andra Frieda Arnold och Emilie Dittweiler, men hon kom att bli en av Viktorias personliga favoriter och fick en viktig ställning i hushållet. Hon utnämndes till principle dresser och wardrobe woman, dvs främsta kammarjungfru. 
När Louise Lehzen lämnade England 1842 ersatte hon henne i många avseenden. Viktoria beskrivs generellt som närmare sina kammarjungfrur, som ständigt var i hennes närhet och i tjänst i hennes inre rum, än sina hovdamer, som mestadels bara tjänstgjorde en kort tid. 
Marianne Skerrett avslutade sin karriär med pension år 1862, varefter Annie MacDonald (d. 1897) i stort kom att ersätta henne som Viktorias favorit bland hennes Dressers. Skerrett bodde därefter med sin syster i London, men brevväxlade fortfarande med Viktoria och besökte henne. 